# Wadhurst
Wadhurst – miasto w Wielkiej Brytanii, w Anglii, w regionie South East England, w hrabstwie East Sussex. W 2001 r. miasto to zamieszkiwało 4818 osób.
W tym mieście ma swą siedzibę klub piłkarski - Wadhurst United F.C.